# Everything Is Embarrassing
Everything is Embarrassing é uma canção da cantora americana Sky Ferreira para seu segundo EP intitulado Ghost (2012). Foi apresentada pela primeira vez on-line em 30 de agosto de 2012, e mais tarde foi lançado como single em 16 de abril de 2013 por Capitol Records no Reino Unido e na Irlanda. A canção foi escrita por Ferreira, Dev Hynes, e Ariel Rechtshaid, enquanto os dois últimos produziu a faixa. Um vídeo da música de acompanhamento para "Everything is Embarrassing" foi dirigido por Grant Singer com nenhum orçamento; que foi estreada pela Pitchfork em 1 de Outubro de 2012, e Ferreira aparece cantando em vários locais em toda a Los Angeles.
"Everything is Embarrassing" foi amplamente aclamado por críticos de música como uma das melhores músicas dos últimos anos. Em 2015, a Pitchfork Media nomeou a canção em #14 nas 200 melhores faixas de 2010-2014.

## Composição
É uma canção de dance-pop, synthpop, e indie pop. Descrito como uma "música de dança-digna".Foi escrita por Ferreira, Dev Hynes, e Ariel Rechtshaid, enquanto os dois últimos produziram a faixa. Hynes, um ex-amigo de Ferreira, tinha enviado uma demo da música, que foi inspirada por um relacionamento fracassado. Ferreira, em seguida, modificou as letras e estruturaa originais juntamente com Rechtshaid.

## Lançamento e Promoção
Com seu primeiro álbum de estúdio tendo sido muitas vezes atrasado em todo o início de 2010, Ferreira lançou seu segundo extended play Ghost, em 02 de outubro de 2012, ao mesmo tempo continou a produção de seu álbum. "Everything is Embarrassing" é a quinta faixa do EP.A faixa foi estreada pela Pitchfork em 30 de agosto de 2012, e mais tarde foi lançada como single no Reino Unido em 16 de Abril de 2013. foi mais tarde incluída no álbum de compilação Now That's What I Call Music! (U.S.series), lançada em 7 de maio de 2013. Remixes por Twin Shadow e Krystal Klear foram lançados digitalmente em 5 de fevereiro e 25 de março de 2013, respectivamente, enquanto um remix por Unknown Mortal Orchestra foi incluído no terceiro EP de Ferreira Night Time, My Time B-Sides Parte 1, lançado em 25 de novembro de 2013.
Em sua performance televisão de estréia, ela se apresentou a faixa no Late Night with Jimmy Fallon em 7 de janeiro de 2013. Ela também apresentou a faixa no festival SXSW.
A partir de julho de 2013, "Everything Is Embarrassing" vendeu 19.000 cópias nos Estados Unidos, segundo a Nielsen SoundScan. Na Bélgica, a canção chegou ao número 20 e 46 da Flanders and Wallonia Ultratip chart respectivamente.

## Vídeo da Música
Capitol Records solicitou um vídeo musical para "Everything Is Embarrassing" sem orçamento, foi filmado seguindo as faixas de estréia on-line; foi dirigido por Grant Singer, que havia dirigido anteriormente os clipes para faixas "Sad Dream" de Ferreira e "Lost in My Bedroom", e foi filmado em um dia em Los Angeles. Ferreira estava programada para partir para Nova York pouco depois. Foi estreada pela Pitchfork em 1 de Outubro de 2012, o clipe é em preto-e-branco e aparece Ferreira cantando em vários locais em toda a cidade, incluindo um parque infantil, na Los Angeles Metro e no telhado da Capitol Records Building.

## Faixas
| "Everything Is Embarrassing" |                                                  |         |  |
| N.º                          | Título                                           | Duração |  |
| 1.                           | "Everything Is Embarrassing"                     | 4:09    |  |
| 2.                           | "Sad Dream"                                      | 3:34    |  |
| 3.                           | "Everything Is Embarrassing" (MK Remix)          | 5:55    |  |
| 4.                           | "Everything Is Embarrassing" (Unicorn Kid Remix) | 3:31    |  |
| Duração total:               | Duração total:                                   | 17:09   |  |

| "Everything Is Embarrassing" |                                                  |         |  |
| N.º                          | Título                                           | Duração |  |
| 1.                           | "Everything Is Embarrassing" (Twin Shadow Remix) | 4:53    |  |
| Duração total:               | Duração total:                                   | 4:53    |  |

| "Everything Is Embarrassing" |                                                           |         |  |
| N.º                          | Título                                                    | Duração |  |
| 1.                           | "Everything Is Embarrassing" (Krystal Klear Remix)        | 6:13    |  |
| 2.                           | "Everything Is Embarrassing" (Krystal Klear Radio Edit)   | 3:37    |  |
| 3.                           | "Everything Is Embarrassing" (Krystal Klear Instrumental) | 3:37    |  |
| Duração total:               | Duração total:                                            | 13:27   |  |

## Histórico de Lançamento
| País           | Data                   | Versão              | Formato          | Gravadora       | Ref.   |
| -------------- | ---------------------- | ------------------- | ---------------- | --------------- | ------ |
| No mundo todo  | 30 de Agosto de 2012   | Versão do Single    | Premiere online  | Capitol Polydor | [ 8 ]  |
| Estados Unidos | 5 de Fevereiro de 2013 | Twin Shadow Remix   | Download digital | Capitol Polydor | [ 9 ]  |
| Estados Unidos | 25 de Março de 2013    | Krystal Klear Remix | Download digital | Capitol Polydor | [ 10 ] |
| Reino Unido    | 16 de Abril de 2013    | Versão do Single    | Download digital | Capitol Polydor | [ 11 ] |

## Parada musical
| Parada musical (2014)                         | Pico posição |
| --------------------------------------------- | ------------ |
| Bélgica (Ultratip Bubbling Under de Flandres) | 20           |
| Bélgica (Ultratip Bubbling Under da Valônia)  | 46           |